# 头状龙胆
头状龙胆（学名：Gentiana capitata）是龙胆科龙胆属的植物。分布在印度、锡金、缅甸、不丹、尼泊尔以及中国大陆的西藏等地，生长于海拔2,800米至4,200米的地区，多生在山坡灌丛草地、山坡草地和林缘草地，目前尚未由人工引种栽培。